# Aqüeducte romà d'Albarrasí-Cella
L'Aqüeducte Romà d'Albarrasí de Cella, també conegut com d'Albarrasí-Gea-Cella, s'estén al llarg de tres termes municipals: Albarrasí, Gea d'Albarrasí i Cella (comarca de la Serra d'Albarrasí, Espanya). Correspon a una infraestructura hidràulica d'època romana i té una longitud aproximada de 25 quilòmetres, a través dels quals es proveïa d'aigua del riu Guadalaviar, a un nucli de població que va existir en l'actual emplaçament de Cella i que va haver de tenir una certa importància industrial, malgrat que desconeixem el seu nom romà.
 És sens dubte una de les obres públiques hidràuliques més importants de l'Aragó romà -juntament amb la presa de Muel i l'aqüeducte de Los Bañales (Uncastillo).

## Recerques
Si atenem a l'època en la qual es va produir la romanització de la península Ibèrica, es pot afirmar que l'aqüeducte d'Albarrasí-Cella data del segle I d. C.
Es tenia constància de l'existència d'aquesta obra hidràulica per referències documentals i literàries, com aparèixer en el Poema del mio Cid com “Celfa, la del canal”, o les referències que realitzen de l'obra autors com Ceán Bermúdez en la seva obra Sumario de las antigüedades romanas que hay en España, en especial las referentes a las Bellas Artes (Madrid, 1832) que es va editar pòstumament; o Federico Andrés en 1897.
De totes maneres, la inexistència de dades concloents que fixessin la cronologia de l'obra i la dificultat del seu coneixement, van donar lloc a una falta d'atenció per part dels arqueòlegs que estudiaven la província de Terol. D'aquesta manera ens trobem amb què el primer treball d'importància que es fa sobre aquesta obra hidràulica romana es retarda fins a 1978, moment en el qual es publica un llibre d'Aguirre Lahuerta (El ángel de los Silaos, ISBN 9788440052711) sobre la història de Cella, en el qual en el pròleg de la segona edició es fa esment de l'aqüeducte.
En 1981 Eustaquio Castellà Zapater incorpora l'aqüeducte a la bibliografia científica en el seu estudi “Un acueducto romano en la provincia de Teruel (Albarracín - Gea - Cella)”, publicat a Terol, en la Revista de l'Institut d'Estudis Turolenses, ISSN 0210-3524, Nº 66, 1981, págs. 155-170. D'aquesta forma, a partir dels anys 80 es duu a terme un estudi més exhaustiu de l'aqüeducte, descobrint-se més trams del mateix com el Barranc de Los Burros, o la línia de putei, tots dos en la partida anomenada Las Hoyas, en el terme de Gea d'Albarrasí. En el mateix any 1980, la Directora del Museu de Terol d'aquell moment, Purificació Atrián dirigeix la campanya d'excavacions que s'estaven realitzant a la zona de la Canyada de Monteverde, en el terme municipal de Gea d'Albarrasí., i en any següent, i fins a la seva defunció en 1983, el professor Martín Almagro Basch s'uneix a les excavacions realitzant treballs arqueològics que romanen inèdits. La desaparició del professor Almagro va suposar la paralització de les excavacions fins a l'any 1997, moment en el qual els arqueòlegs Jaime Vicente i Beatriz Ezquerra, del Museu de Terol, reinicien l'estudi, al mateix temps que es procedeix a iniciar el procés per a la declaració del monument com Bé d'Interès Cultural en 2000 (Mitjançant el Decret 286/2002, de 3 de setembre, el Govern d'Aragó, declara Bé d'Interès Cultural en la categoria de monument amb el nom de "Acueducto Romano de Albarracín-Gea de Albarracín-Cella" (Terol), publicat en el BOA 16/09/2002).
Els treballs arqueològics s'han estès en el temps, així, en 2004 se signa un Conveni de Col·laboració entre el Govern d'Aragó, la Diputació Provincial de Terol, Ibercaja i els Ajuntaments d'Albarrasí, Gea d'Albarrasí i Cella, per recuperar l'aqüeducte; i de l'any 2006 al 2008 es va dur a terme una nova intervenció arqueològica que va descobrir i va fer accessibles diversos trams de l'aqüeducte, que es poden visitar en l'actualitat.

## Descripció
Els primers estudis arqueològics que es van dur a terme van permetre fixar l'època de construcció de l'aqüeducte al segle i, i es va arribar a la conclusió que es va deixar d'utilitzar al segle xii, en descobrir-se una font natural en Cella.
Originàriament es componia d'arcs i canals oberts, que es completaven amb galeries subterrànies i pous verticals. De fàbrica de maçoneria i argamassa, en l'actualitat les restes existents consisteixen en grans arcades i galeries excavades en la roca i un gran nombre de pous.
L'aqüeducte s'estén entre Albarrasí i Cella, passant per Gea d'Albarrasí. El recorregut presenta una difícil orografia, que segueix parcialment el recorregut el riu Gualalaviar, per la qual cosa ha de sortejar les estribaciones de la Serra d'Albarrasí, pel que feia precís l'ús d'arcs, l'aprofitament de les corbes de nivell, i fins i tot túnels en les roques, per aconseguir la seva fi, malgrat que no es conservessin els arcs, si és que en alguna ocasió van haver d'emprar-se.
A continuació, s'indiquen els trams visitables de l'Aqüeducte del qual no se sap amb certesa el total del seu traçat, ja que presenta una deficient conservació, i fins i tot hi ha trams totalment desapareguts.
- 1.Presa d'aigua.

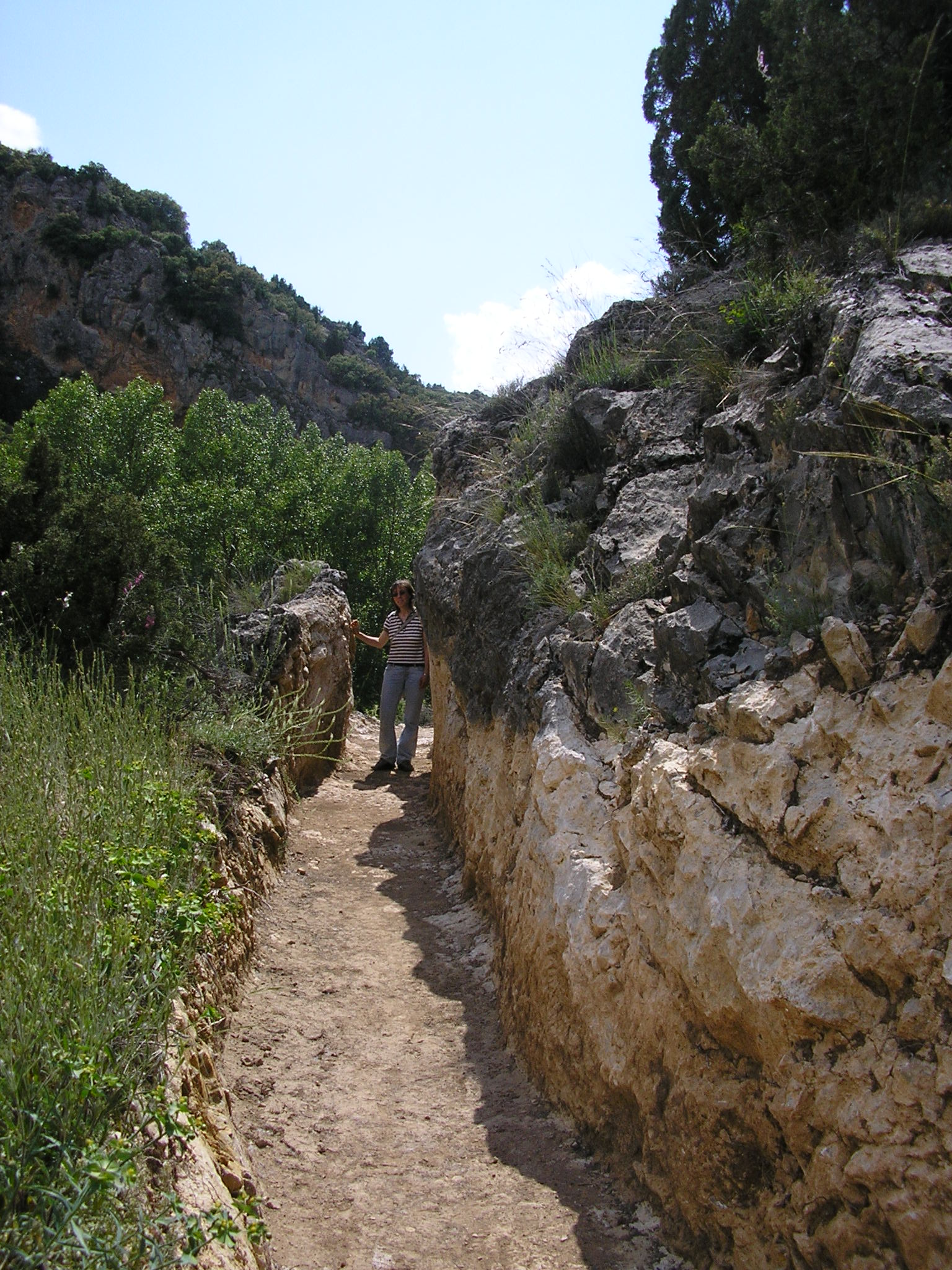
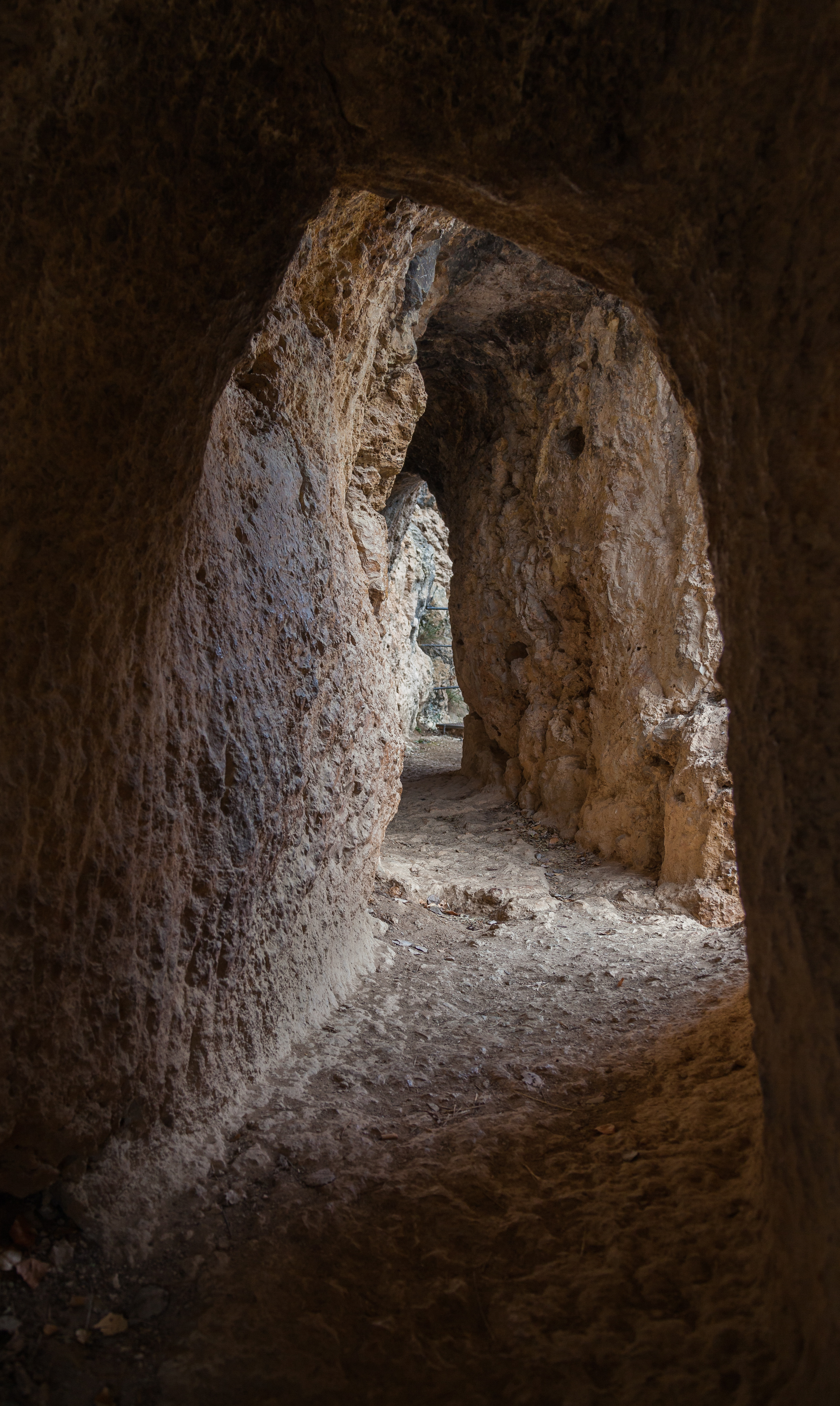
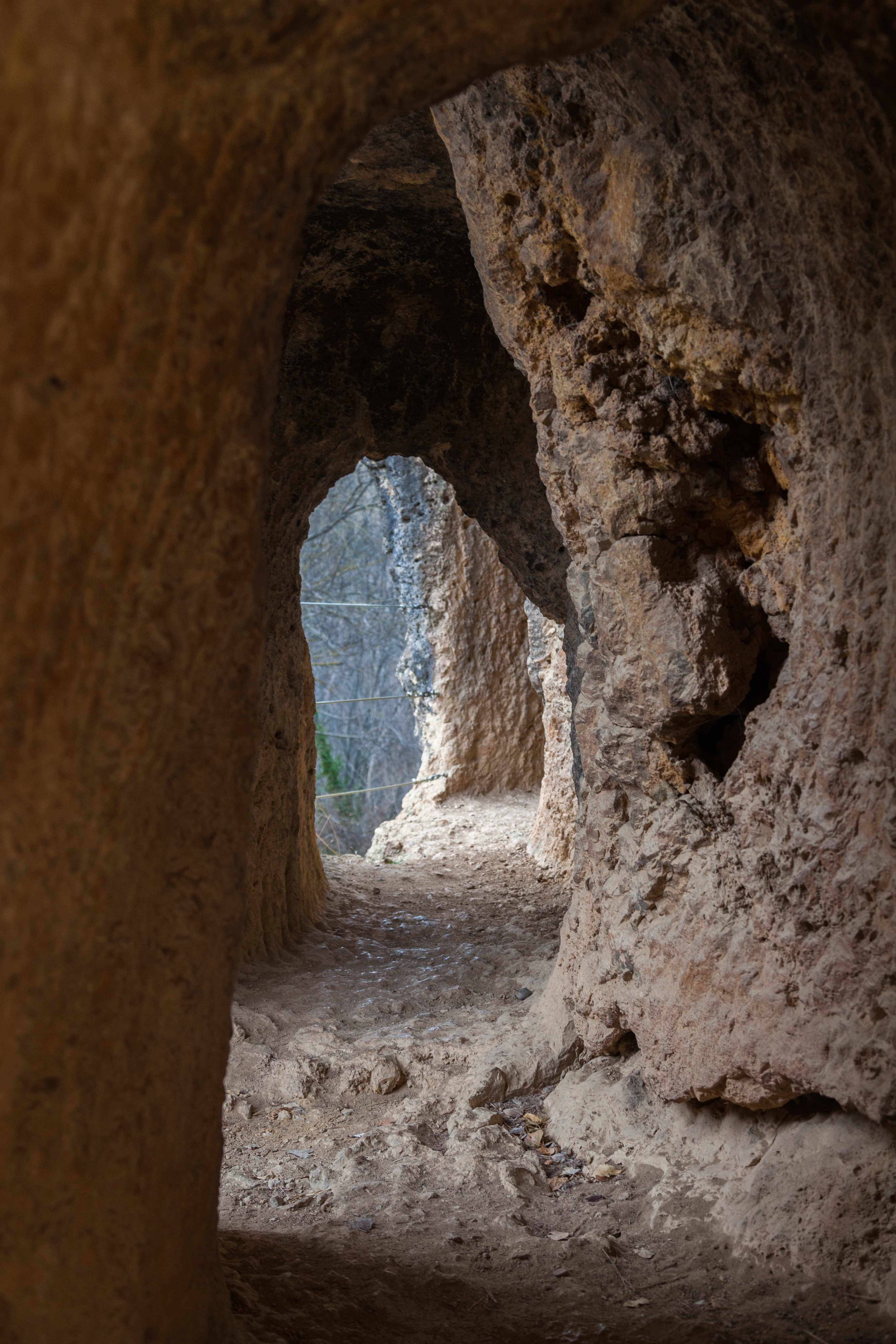
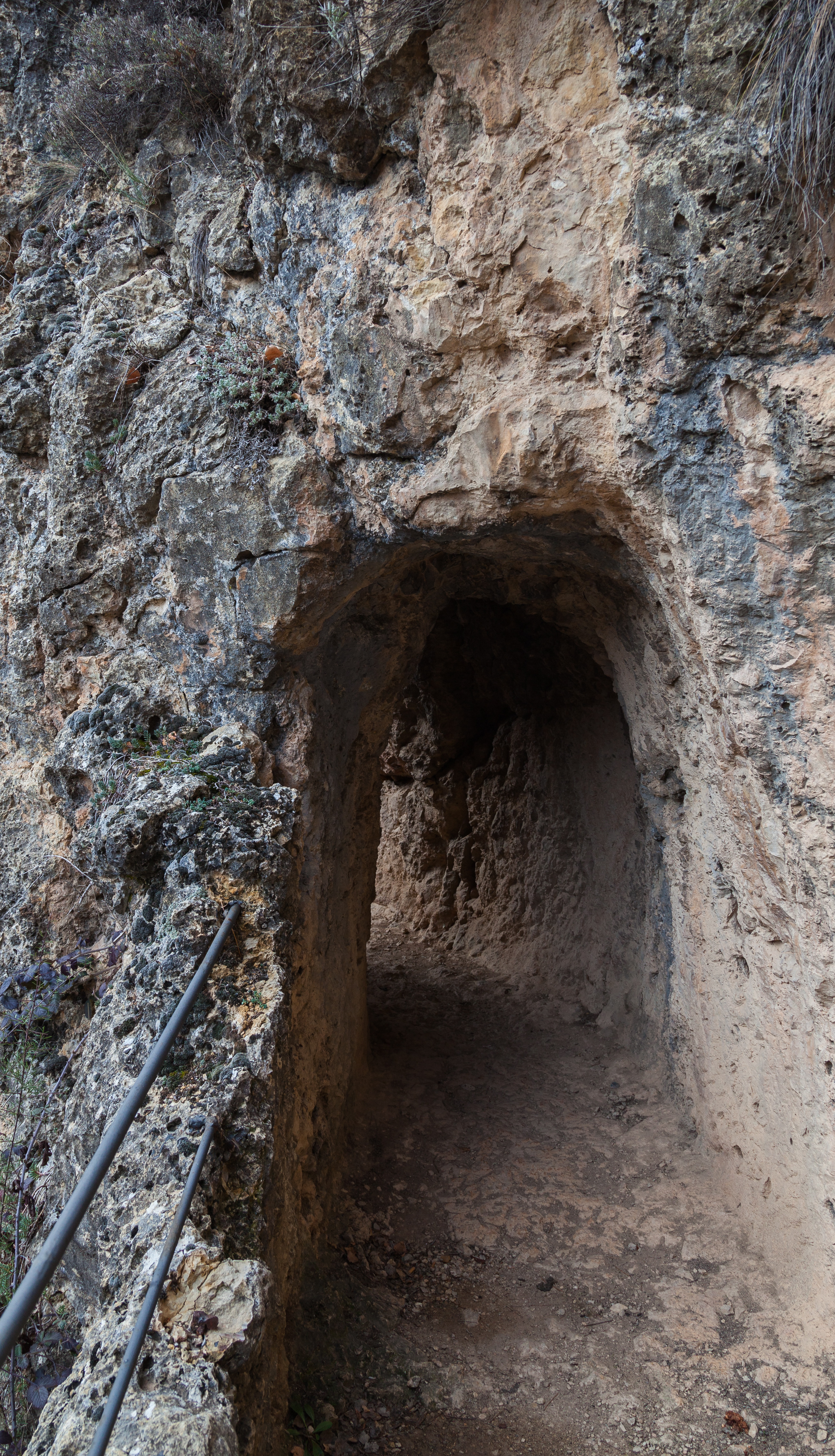

Si bé són diverses les opcions que els investigadors han defensat, el punt de captació més factible se situaria en el azud d'Albarrasí, a uns 2 quilòmetres a dalt del Castell de Santa Croche, a Albarrasí (Terol), a través d'un dic, situant-se el canal per la riba esquerra del riu. Si bé Martín Almagro va defensar en el seu moment un primer traçat pel marge dret del riu fins al voltant de Santa Croche, els últims estudis invaliden aquesta opció.
El traçat d'aquest tram, conegut com a Azud de l'Alberg d'Albarrasí, corre en paral·lel al llit del Guadalaviar, introduint-se en galeries que es van excavar en la roca (del total del traçat que té uns 25 quilómetros, al voltant de 9 quilómetros són d'excavacions en la roca en diferents llocs) i utilitzant al temps canals sense cobertura. També es poden apreciar en els trams les obres que es realitzaven pous per donar ventilació i il·luminació a les galeries, així com per a entrada dels treballadors o per al desenrunament de residus. Aquestes galeries excavades en la roca van ser utilitzades per pastors, agricultors i animals, després del seu desús com a aqüeducte.
- 2.Galeries dels Miralls i del túnel carreter.

Constituiria tècnicament el primer tram construït i conservat de l'aqüeducte. Discorre al costat de la carretera i constitueix la seva part més coneguda. El seu recorregut alterna els trams del canal al descobert, amb galeries excavades en la roca, que presenten diversos orificis laterals o pous per a l'extracció de la terra, encara que parteix d'aquests van ser destruïts amb l'ampliació de la carretera a Albarrasí, efectuada en els anys 80. Les dimensions d'aquesta galeria són considerables, amb 2 metres d'altura i una amplària que oscil·la entre 1 i 1,5 metres. El límit probable d'aquest tram es trobaria en les rambles del Barranco Sàrria, que impediria la continuació de la galeria, forçant a vorejar o a construir el canal d'obra.
- 3.Galeria damunt del azud de Gea d'Albarrasí.

Es tracta d'un túnel d'uns 300 metres de longitud, perfectament conservat. Les seves dimensions màximes són de 2,25 metres d'altura per 1,25 metres d'amplària. Els seus orificis laterals estan separats entre si per uns 11 metres. Al final del penya-segat, coincidint amb el límit entre els termes de Gea i Albarrasí, desapareixen de nou els vestigis de l'aqüeducte, que possiblement travessaria la lloma per desembocar en l'anomenat Barranc de Los Burros.
- 4.Barranc de Los Burros.

L'aqüeducte es localitza seguint el traçat de la rambla o barranc de "Los Burros", just en acabar les últimes cases de la localitat de Gea, adreça Albarrasí, presentant unes característiques constructives similars al tram anterior que envolta el barranc. L'obra continua a cel obert fins a endinsar-se a les primeres cases de Gea, on desapareix. El curiós del traçat és que en comptes d'utilitzar arcs per salvar el barranc, els constructors van mantenir la cota de nivell i inclinació i van continuar la corba del barranc excavant en la roca.
- 5.La Canyada de Monterde i Las Hoyas.

L'aqüeducte, que és encara subterrani, voreja probablement les llomes ocupades avui per l'actual població de Gea fins a penetrar en el barranc de gran amplària anomenat «La Canyada», on es van identificar zones amb restes del canal a cel obert, construït amb mampuesto i argamassa de calç i palets molt fins. La seva amplària aproximada és 80 cm.
Seguint aquest tram del canal construït es va poder localitzar la boca del gran túnel excavat en la roca que abandona ja el llit del riu i presa direcció a Cella, travessant una lloma d'uns 4 quilòmetres.
El descobriment de l'interior del túnel de «Las Hoyas» permet explicar la presència d'uns grans pous excavats a la part alta de les llomes que separen Gea de Cella, conegudes a la zona amb el significatiu nom de «Las Hoyas». Van ser identificats 13 pous, amb una separació bastant regular de 30 o 35 metres. Té forma quadrangular o rectangular i dimensions variables (de 8 a 40 metres quadrats). La seva perfecta alineació fa suposar que servirien com a pous de ventilació alhora que permetien l'extracció de terres procedents de l'excavació de l'aqüeducte.
Las Hoyas indiquen l'adreça final de l'aqüeducte i el seu estudi permetrà resoldre el traçat referent al desguàs del canal i la seva distribució en Los Llanos de Cella.
- 6.La Teixiria de Cella.

A 4 km del poble de Cella es localitzen dos pous de ventilació, similars a Las Hoyas del tram anterior, que corresponen al sector final del gran túnel de l'aqüeducte, encara que la boca de sortida no s'ha aconseguit descobrir encara. L'aqüeducte és a partir d'aquí a cel obert seguint el barranc de Rubiol i el canal té uns murs fets amb mampuesto i argamassa.
- 7.Les Eres de Cella.

L'últim tram de l'aqüeducte, descobert en gran part, està format per un canal en obert excavat en la roca, amb major pendent, amb una profunditat d'un metre i una amplària de 0,60 metres.
- 8.Nucli urbà de Cella.

El final de l'aqüeducte hauria d'estar en el castellum aquae, és a dir, el dipòsit de distribució d'aigua per la ciutat, però es desconeix la seva situació, malgrat que s'han trobat les restes d'una gran cisterna recoberta amb morter hidràulic de 15 x 13 x 2,3 metres i una capacitat de 487,5 m3 d'aigua prop de la plaça Major.

## El Centre d'interpretació en Gea d'Albarrasí
Aquest aqüeducte romà compta amb un centre de museográfico situat en la població de Gea d'Albarrasí, en el terme municipal de la qual es troben els trams més espectaculars del monument, denominat CIGea. Si bé formava part del projecte de recuperació de l'aqüeducte, executat entre 2006 i 2008, la seva construcció es va retardar fins a 2011. Està concebut com un ampli espai didàctic, amb audiovisual i muntatges escènics que permeten donar un discurs amè i senzill sobre el proveïment d'aigua en la Hispània romana. D'aquesta manera, el centre serveix com a instrument per a la dinamització social del patrimoni, realitzant-se al llarg de l'any visites culturals per l'aqüeducte. La gestió del C.I. i de les visites a l'Aqüeducte és desenvolupada des de 2012 per Acrótera Gestió del Patrimoni.
El CIGea ofereix des de 2015 els serveis d'Oficina de Turisme de la comarca Sierra d'Albarrasí, romanent obert tots els caps de setmana entre abril i octubre.